# Кришталь, Арсентий Елисеевич
Арсентий Елисеевич Кришталь (8 мая 1913, Чемужовка, Харьковская губерния — 19 декабря 1977, Чемужовка, Харьковская область) — участник Великой Отечественной войны, Герой Советского Союза (1943), старшина. После войны работал в ресторане на железнодорожной станции «Харьков-Пассажирский».

## Биография
Арсентий Кришталь родился 8 мая 1913 года в деревне Чемужовка Замостянской волости (укр. Замостянська волость (Зміївський повіт)) Змиевского уезда Харьковской губернии, ныне село входит в Змиёвскую городскую общину (укр. Зміївська міська громада) Чугуевского района Харьковской области Украины. Украинец.
Работал трактористом в колхозе. В июне 1941 года Кришталь был призван на службу в Рабоче-крестьянскую Красную Армию. В течение двух месяцев в Харькове проходил подготовку на механика-водителя танка Т-34. В начале сентября 1941 года во время переформирования в Харькове 12-й танковой дивизии в 129-ю танковую бригаду был зачислен в её состав. Участвовал в боях с 18 сентября 1941 года на Юго-Западном фронте.
С января 1942 года учился в Сталинградском военном танковом училище, однако не окончил его. При формировании в Сталинграде 88-й танковой бригады был зачислен в состав её 209-го танкового батальона. В мае 1942 года вновь был направлен на фронт. К январю 1943 года беспартийный старшина Арсентий Кришталь был механиком-водителем 88-й танковой бригады 15-го танкового корпуса 3-й танковой армии Юго-Западного фронта. Отличился во время Острогожско-Россошанской операции.
В ночь с 18 на 19 января 1943 года экипаж Кришталя с десантом на броне разгромил немецкую колонну, отступающую из города Алексеевка (ныне Белгородская область), уничтожив около 50 автомашин и большое количество солдат и офицеров противника. В том бою у танка отказал двигатель, в результате чего экипаж оборонялся от противника в течение четырёх дней, пока не подошли основные силы.
Указом Президиума Верховного Совета СССР от 26 октября 1943 года за «мужество и героизм, проявленные в Острогожско-Россошанской операции», старшина Арсений Елисеевич Кришталь (так в документе) был удостоен высокого звания Героя Советского Союза с вручением ордена Ленина и медали «Золотая Звезда» за номером 2223.
3 марта 1943 года в районе села Шляховое получил тяжёлое ранение, после чего был отправлен в госпиталь и на фронт более не вернулся. Вернулся в Чемужовку, работал сначала в колхозе, затем в ресторане на железнодорожной станции «Харьков-Пассажирский».
Арсентий Елисеевич Кришталь умер 19 декабря 1977 года в селе Чемужовка Чемужовского сельского совета Готвальдовского района Харьковской области Украинской ССР, ныне село входит в Змиёвскую городскую общину (укр. Зміївська міська громада) Чугуевского района Харьковской области Украины. Похоронен в Чемужовке.

## Награды
- Герой Советского Союза, 26 октября 1943 года[2], награды вручены в апреле 1944 года
  - Орден Ленина
  - Медаль «Золотая Звезда» № 2223
- Юбилейная медаль «За доблестный труд. В ознаменование 100-летия со дня рождения Владимира Ильича Ленина», 1970 год
- Почётный гражданин города Алексеевки Белгородской области, январь 1973 года[3].

## Память
- Бюст установлен возле братской могилы в селе Чемужовка в октябре 1999 года[4].
- Барельеф на Аллее героев в городе Змиёве.